# راینوخوویتسه
راینوخوویتسه (به لاتین: Rajnochovice) یک منطقهٔ مسکونی در جمهوری چک است که در ناحیه کرومیریژ واقع شده‌است. راینوخوویتسه ۴۱٫۴۵ کیلومتر مربع مساحت و ۴۹۷ نفر جمعیت دارد و ۴۲۰ متر بالاتر از سطح دریا واقع شده‌است.